# Bära mistel
Bära mistel är en roman av Sara Lidman utgiven 1960.
Boken är en kärleksroman och en roadmovie med norrländsk fond som kretsar kring homosexuell kärlek, skuld och smärta.